# Aeropuerto de Tampere-Pirkkala

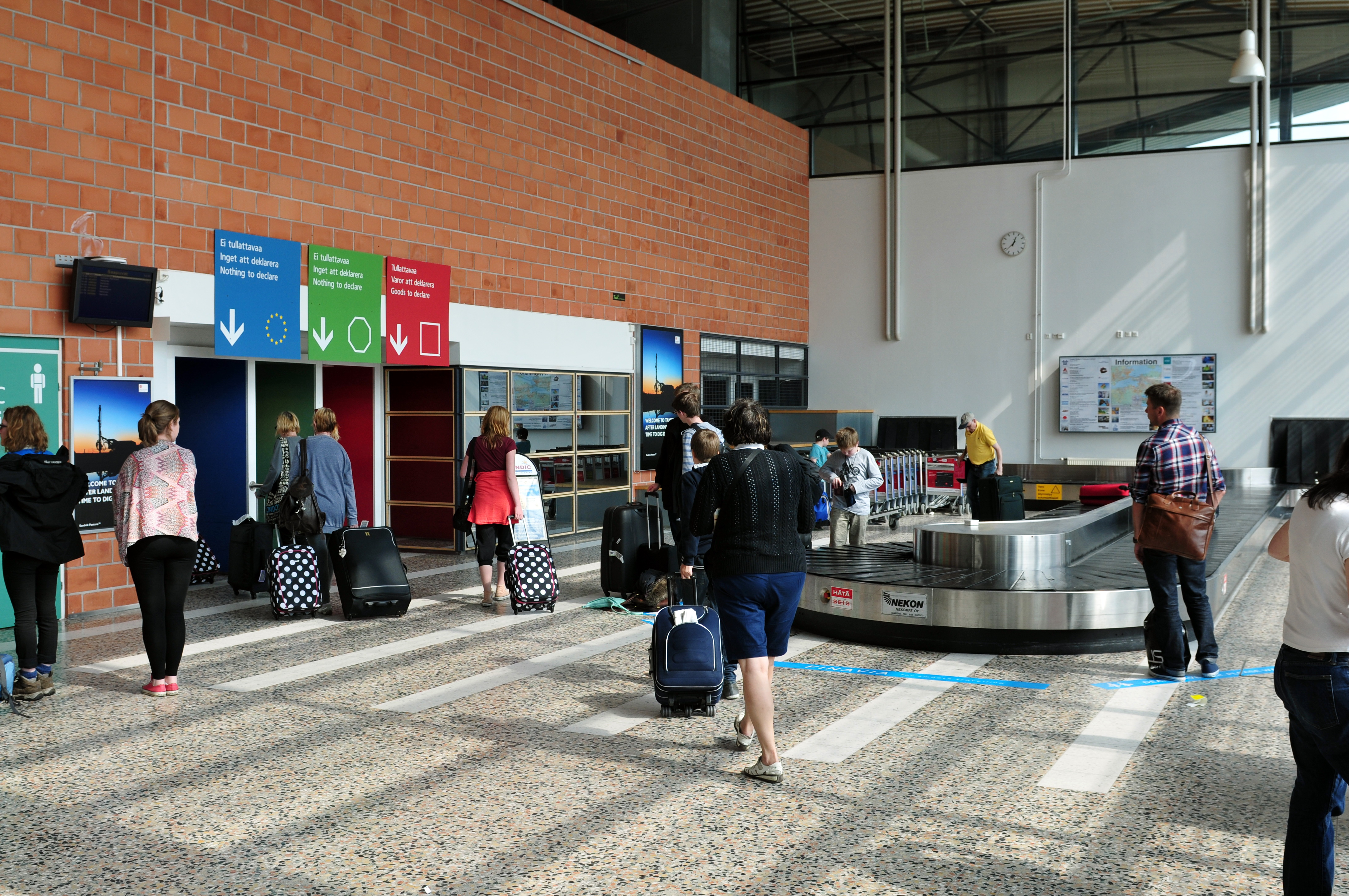
Terminal 1

El Aeropuerto de Tampere-Pirkkala (en finés: Tampere-Pirkkalan lentoasema) (IATA: TMP, OACI: EFTP), ubicado en Pirkkala, unos 17 kilómetros al suroeste de la ciudad de Tampere, es el tercer aeropuerto por número operaciones de Finlandia. Tampere-Pirkkala es también uno de los aeropuertos que más rápido crecen del país, incrementando sus números de pasajeros anuales de 256.380 en 2000 a 632.010 en 2006. La mayoría de este crecimiento puede atribuirse a los vuelos de bajo coste de Ryanair a destinos del centro y oeste de Europa.
Hay dos terminales en Tampere-Pirkkala. La compañía bajo coste Ryanair utiliza la terminal 2 mientras el resto de aerolíneas utilizan la terminal principal (Terminal 1). Tampere-Pirkkala está unido con Helsinki, Turku, Oulu, Estocolmo, Londres-Stansted, Bérgamo-Orio al Serio, Moss-Rygge, Hahn, Dublín, Bremen y Riga. Una antigua ruta a Liverpool ha sido cancelada. 
Tampere-Pirkkala alberga también la base aérea Satakunta de la Fuerza Aérea Finlandesa, con F-18 Hornet.

## Historia

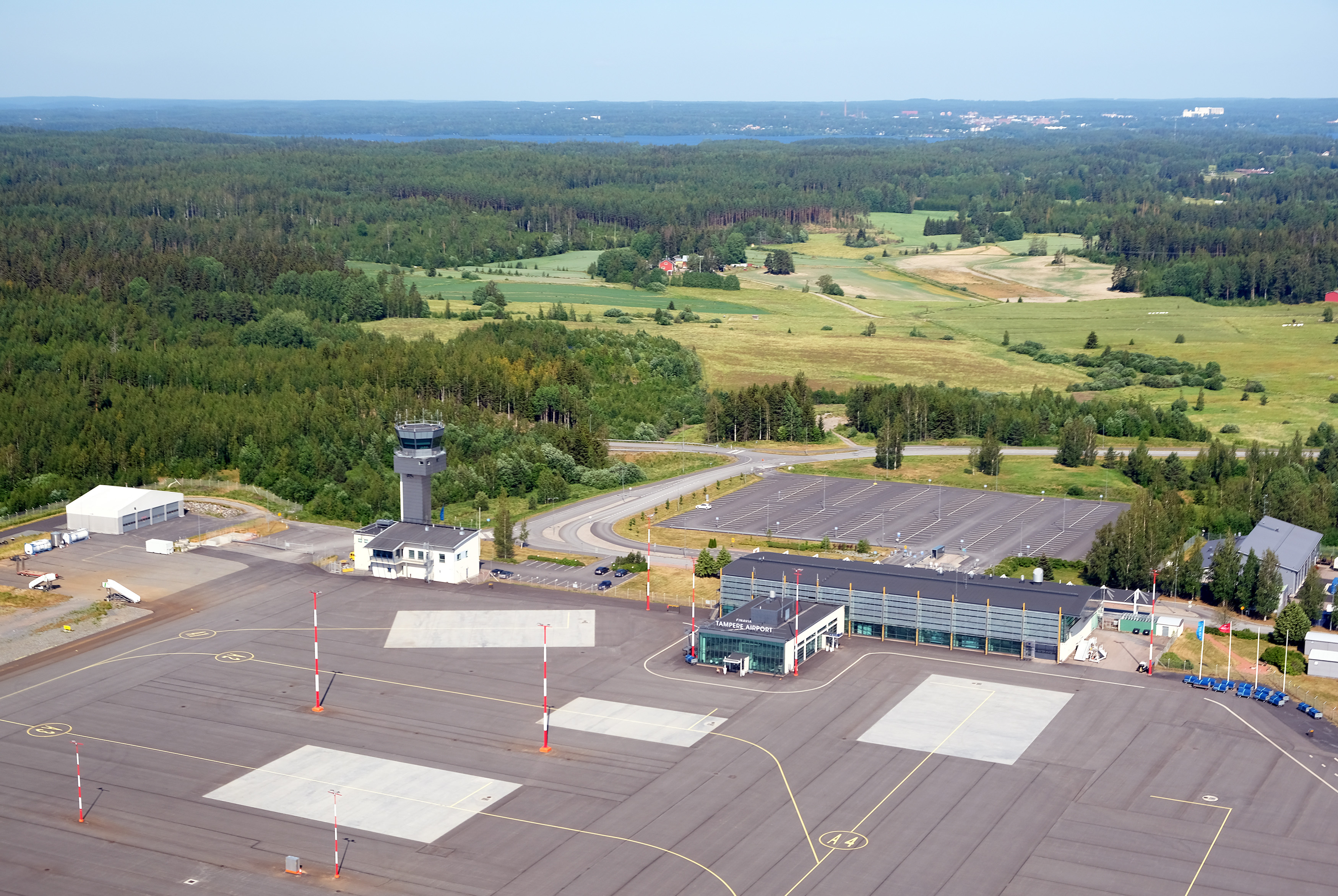
Aeropuerto de Tampere-Pirkkala.

El aeropuerto de Tampere fue inaugurado en 1936 en Härmälä (un distrito en Tampere) ubicado a 6 kilómetros del centro de Tampere. En ese momento, el aeropuerto de Härmälä está unido a Helsinki, Vaasa, Oulu y Kemi mediante Aero Oy (precursora de Finnair). La primera terminal fue construida en 1941. 
Veljekset Karhumäki (una aerolínea, en inglés "Karhumäki Brothers", más tarde conocido como Karhumäki Airways y Kar-Air) comenzó a volar a Estocolmo en los 50. La pista no fue asfaltada hasta 1958. Entre 1936 y 1979 el aeropuerto de Härmälä atendió a 1.5 millones de pasajeros. En 1979 el aeropuerto de Härmälä fue cerrado y se inauguró el nuevo aeropuerto de Pirkkala.

## Aerolíneas y destinos
| Aerolíneas | Destinos |
| ---------- | --- |
| airBaltic  | Ámsterdam, Copenhague, Málaga, Riga, Tallin Estacional: Gran Canaria, Kittilä, Palma de Mallorca (inicia 3 de mayo de 2024), Rodas, Tenerife–Sur |

## Estadísticas
Ver fuente y consulta Wikidata.
| Año  | Pasajeros nacionales | Pasajeros internacionales | Pasajeros totales | Cambio |
| ---- | -------------------- | ------------------------- | ----------------- | ------ |
| 2005 | 114,669              | 482,433                   | 597,102           | +20.4% |
| 2006 | 119,432              | 512,578                   | 632,010           | +5.8%  |
| 2007 | 113,713              | 573,998                   | 687,711           | +8.8%  |
| 2008 | 107,954              | 601,402                   | 709,356           | +3.1%  |
| 2009 | 85,351               | 542,733                   | 628,084           | −11.5% |
| 2010 | 91,312               | 526,276                   | 617,588           | −1.7%  |
| 2011 | 96,625               | 561,005                   | 657,630           | +6.5%  |
| 2012 | 85,738               | 485,001                   | 570,739           | -13.2% |
| 2013 | 88,268               | 378,403                   | 466,671           | -18.2% |
| 2014 | 93,313               | 319,296                   | 412,609           | -11.6% |

### Carga y correo
| Año  | Carga nacional | Correo nacional | Carga internacional | Correo internacional | Total carga y correo | Cambio |
| ---- | -------------- | --------------- | ------------------- | -------------------- | -------------------- | ------ |
| 2005 | 111            | 0               | 0                   | 0                    | 111                  | −17%   |
| 2006 | 96             | 0               | 107                 | 0                    | 203                  | +83%   |
| 2007 | 65             | 0               | 105                 | 0                    | 170                  | −16%   |
| 2008 | 59             | 0               | 240                 | 0                    | 299                  | +76%   |
| 2009 | 14             | 0               | 845                 | 2                    | 861                  | +188%  |
| 2010 | 106            | 0               | 562                 | 1                    | 669                  | −22%   |
| 2011 | 109            | 0               | 433                 | 0                    | 542                  | −19%   |

## Cómo llegar

### Autobuses

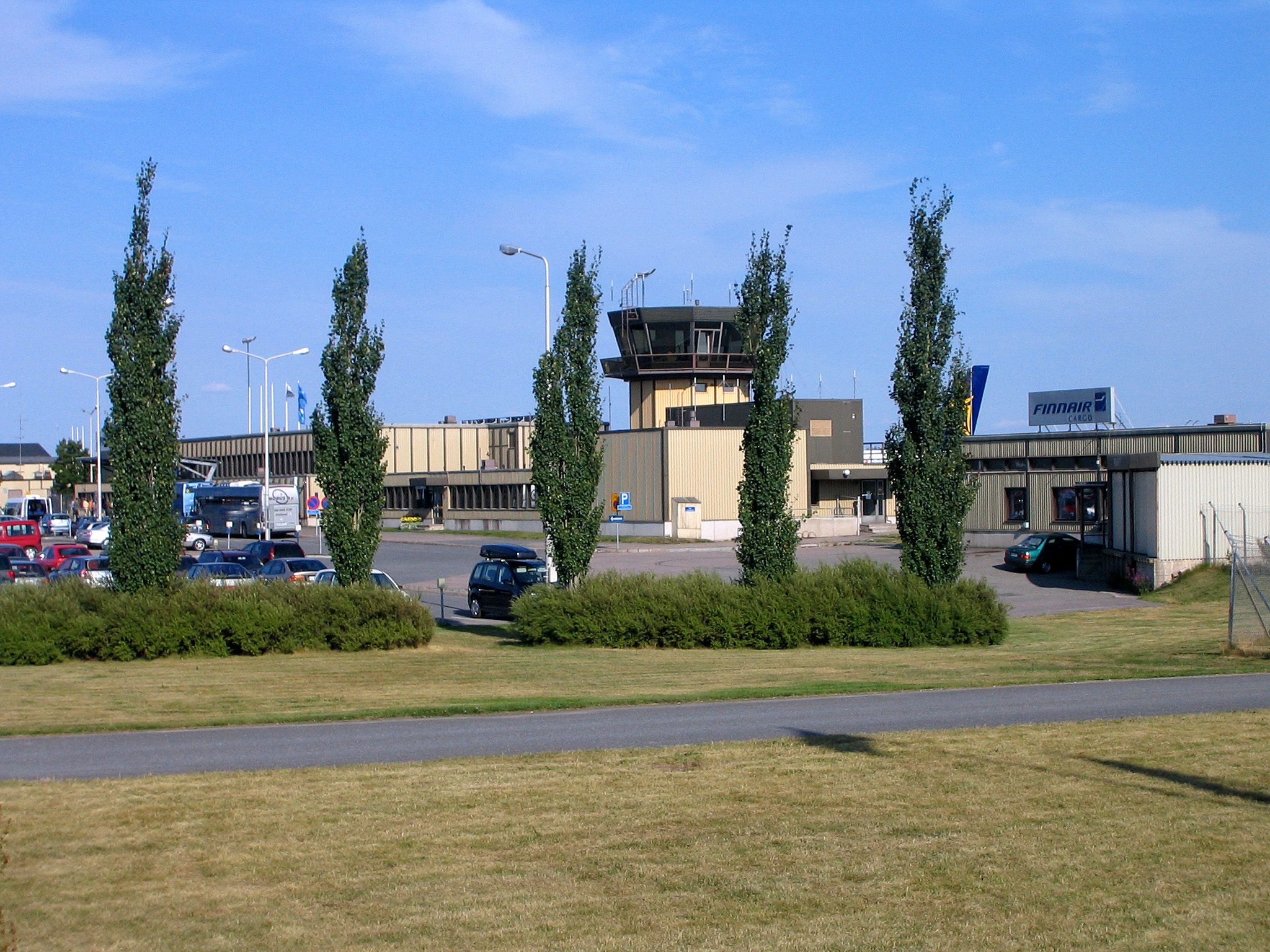
La compañía de bajo coste Ryanair utiliza la terminal 2.

La compañía local, Paunu, opera el bus 61 entre la plaza Pyynikintori en el centro de Tampere y la terminal 1 del aeropuerto de Tampere-Pirkkala. Sale un bus cada hora, los días laborables aunque cuenta con menos frecuencias los fines de semana. Tiene paradas en Keskustori (la plaza central de la ciudad), en el parque Koskipuisto, y fuera de la estación de buses. El bus para a petición en otras paradas marcadas. Las rutas entre la ciudad y el aeropuerto se ajustan en gran medida a los horarios de vuelo. El trayecto dura 40 minutos y tiene un coste de 4.00 € por trayecto para adultos y 2.00 € por trayecto para niños menores de 12 años.
Tokee opera buses para los vuelos de Ryanair. Efectúan el trayecto entre la estación de tren de Tampere y la terminal 2. El trayecto dura 30 minutos y tiene un coste de 6 € por pasajero.
Mobus opera buses para los vuelos de Ryanair entre Rautatientori (estación de ferrocarril) en el centro de Helsinki y la terminal 2. El trayecto dura 2.5 horas y cuesta 25 € por pasajero. El autobús tiene paradas en Vantaa, Hyvinkää y Riihimäki y a las afueras de la estación de bus de Hämeenlinna.

### Taxi
Los taxis en la región de Tampere, están operados por Tampereen Aluetaksi Oy (Taxis locales del área de Tampere). El número para solicitar un taxi es el 10041. (Este número redirige al operador de taxi local en función de la ubicación.) Para llamar a un taxi desde un teléfono móvil, se debe marcar 0100 4131. Es posible reservar un taxi con un mínimo de 30 minutos de adelanto; sin embargo, este tipo de reservas supone un sobrecoste de 6 €. El coste normal de un trayecto entre el aeropuerto y el centro de la ciudad es de 25-40 €, en función del tráfico y del número de pasajeros.
También es posible tomar un taxi entre el centro de Tampere y el aeropuerto de Tampere-Pirkkala. El coste del trayecto es de 25-30 € para una persona y el tiempo de viaje es de veinte minutos.